# Margaret Abbott
Margaret Ives Abbott (ur. 15 czerwca 1878 w Kolkacie, zm. 10 czerwca 1955 w Greenwich) – amerykańska amatorska golfistka. Pierwsza Amerykanka, która została mistrzynią olimpijską, zdobywając pierwsze miejsce w konkurencji indywidualnej kobiet w golfie na igrzyskach olimpijskich w 1900 w Paryżu.
Urodziła się w Indiach, w 1884 wraz z rodziną przeniosła się do Chicago. Dołączyła do Chicago Golf Club w Wheaton, gdzie trenowała pod okiem Charlesa B. Macdonalda i H.J. Whighama. W 1899 wyjechała z matką do Paryża na studia artystyczne. W październiku 1900 zapisała się na zawody w golfie, nie będąc świadoma tego, że odbywały się one podczas drugich nowożytnych igrzysk olimpijskich. Wygrała turniej z wynikiem 47 uderzeń, w nagrodę otrzymując porcelanową miskę.
W 1901 powróciła do Stanów Zjednoczonych, gdzie założyła rodzinę. Zmarła nie zdając sobie sprawy z tego, że została mistrzynią olimpijską. Historia jej życia stała się szerzej znana dzięki staraniom Pauli Welch, profesor Uniwersytetu Florydy.

## Życiorys i kariera

### Młodość
Margaret Ives Abbott urodziła się 15 czerwca 1878 w Kolkacie w Indiach (będących wówczas brytyjską kolonią), jako córka Charlesa i Mary Ives Abbott. Jej ojciec był zamożnym amerykańskim kupcem, który zmarł w 1879. Po jego śmierci Margaret wraz z matką i rodzeństwem przeprowadziła się do Bostonu. Jej matka zaczęła pracę w „Chicago Herald” jako redaktorka zajmująca się literaturą i z tego powodu w 1884 rodzina przeniosła się do Chicago.
Pod koniec XIX wieku kobiety nie mogły brać udziału w zawodach w wielu dyscyplinach sportowych. Kluby golfowe pozwalały kobietom grać tylko wtedy, gdy towarzyszył im mężczyzna. Abbott wraz z matką zaczęła grać w golfa w Chicago Golf Club w Wheaton. Trenowali ją golfiści amatorzy Charles B. Macdonald i H. J. Whigham. Wygrała kilka lokalnych turniejów, a do 1899 miała dwa handicapy. Określano ją jako „zaciętą rywalkę” z „szykownym wymachem”. W tym samym roku wyjechała z matką do Paryża, gdzie studiowała sztukę pod okiem Auguste’a Rodina i Edgara Degasa; z kolei Mary napisała w 1900 przewodnik turystyczny A Woman’s Paris: A Handbook of Every-day Living in the French Capital.

### Igrzyska olimpijskie w Paryżu

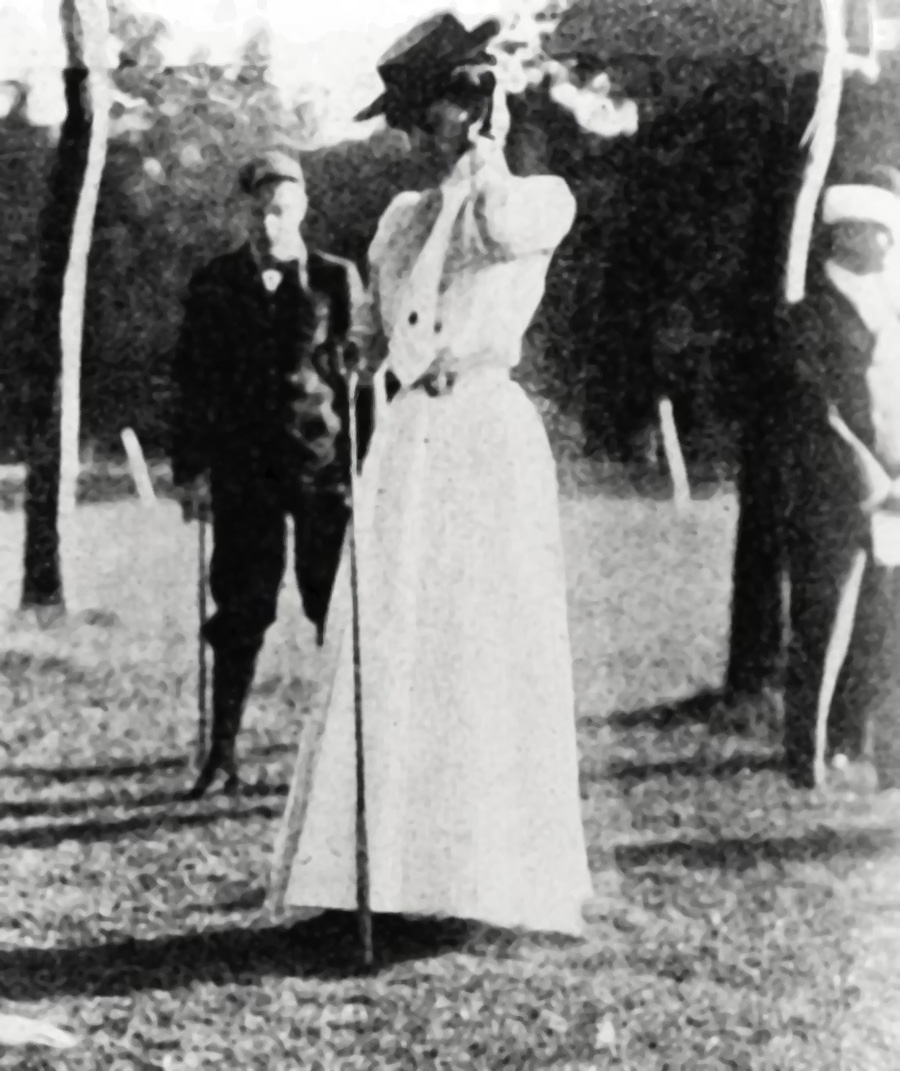
Abbott podczas zawodów w golfie na igrzyskach olimpijskich w 1900

Letnie Igrzyska Olimpijskie 1900, które odbywały się w Paryżu od maja do października, były drugimi nowożytnymi igrzyskami olimpijskimi. Pierre de Coubertin, inicjator wznowienia tej imprezy sportowej, początkowo planował, by mogli w niej uczestniczyć tylko mężczyźni, ale w 1900 kobietom pozwolono rywalizować w pięciu dyscyplinach sportowych: golfie, tenisie, żeglarstwie, wioślarstwie i jeździectwie. Spośród 997 sportowców, uczestniczących w imprezie, 22 było kobietami.
Igrzyska olimpijskie w 1900 nie miały ceremonii otwarcia ani zamknięcia, zbiegły się również z wystawą światową, a wielu uważa, że zostały przez nią przyćmione. Postrzegano je jako wydarzenie zorganizowane w związku z wystawą, nie jako igrzyska olimpijskie same w sobie. Bill Mallon, historyk zajmujący się igrzyskami olimpijskimi, stwierdził: „Wiele zawodów w 1900 uznano za dyscypliny pokazowe. Bardzo trudno powiedzieć, co było sportem olimpijskim, a co nie”. Według Mallona wielu sportowców nie wiedziało, że biorą udział w igrzyskach olimpijskich. W wielu dyscyplinach nie rozdano medali, a nagrodami były inne przedmioty.
W przypadku golfa zorganizowane zostały turnieje indywidualne kobiet i mężczyzn. Konkurencja kobiet odbywała się na 9 dołkach rozciągających się na dystansie od 62 do 210 metrów; dla porównania męski turniej obejmował 36 dołków. Impreza kobieca zatytułowana „Prix de la ville de Compiègne” odbyła się 4 października w Compiègne.

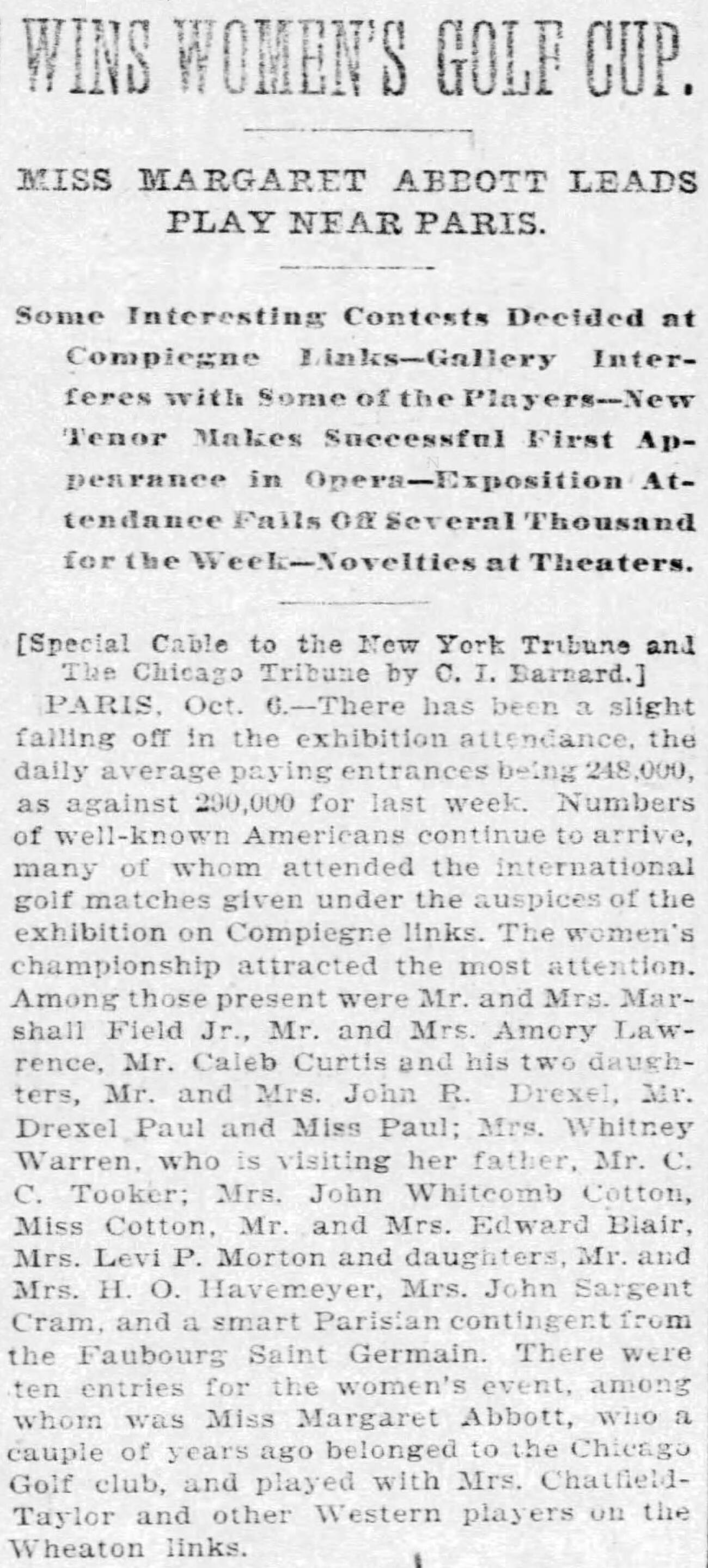
Artykuł nt. zwycięstwa Abbott w wydaniu „Chicago Tribune” z 7 października 1900; uwagę zwraca fakt, że turniej golfowy nie został określony jako zorganizowany w ramach igrzysk olimpijskich, lecz jako wydarzenie „pod patronatem wystawy”

Po tym jak Abbott dowiedziała się o turnieju z ogłoszenia w gazecie, postanowiła wziąć przerwę w nauce i dopisać się do listy uczestników. Wygrała z wynikiem 47 uderzeń. Miejsca: drugie i trzecie również zajęły Amerykanki: Pauline Whittier z 49 uderzeniami i Abbie Pratt z 53 uderzeniami. Matka Margaret, Mary, także wzięła udział w zawodach i zajęła siódme miejsce z wynikiem 65. Cała dziesiątka zawodniczek grała w długich spódnicach i kapeluszach. Abbott twierdziła, że odniosła zwycięstwo „ponieważ wszystkie francuskie dziewczyny najwyraźniej źle zrozumiały charakter rozgrywki zaplanowanej na ten dzień i stawiły się do gry w butach na wysokim obcasie i obcisłych spódnicach”. Nagrodzono ją porcelanową miską ze złotymi zdobieniami. Zwycięstwo Abbott odnotowała „Chicago Tribune”.

### Późniejsze życie

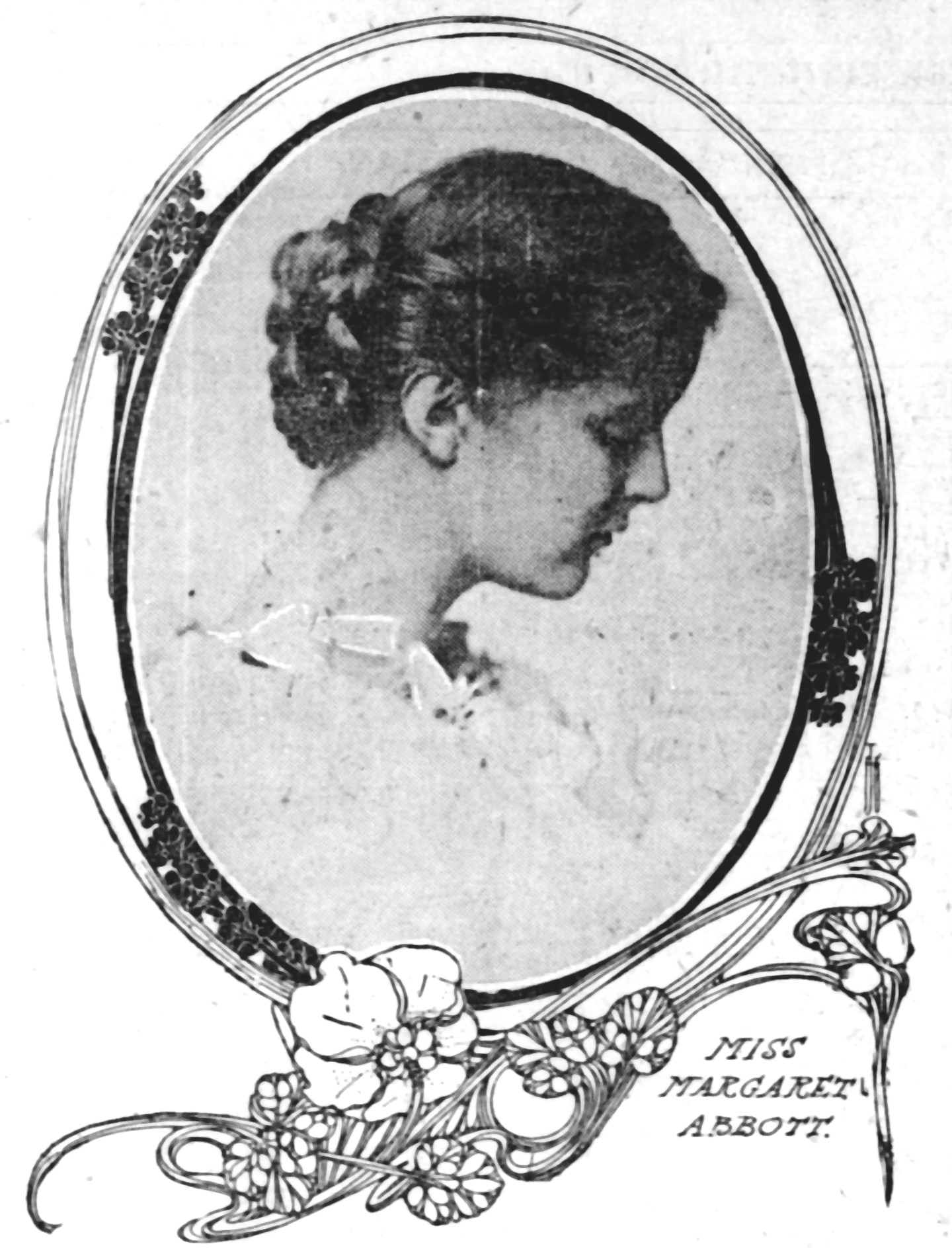
Abbott w wydaniu „Chicago Tribune” z 28 listopada 1902

Abbott pozostała w Paryżu do 1901, kiedy to powróciła do Stanów Zjednoczonych, zanim jednak to nastąpiło, wygrała mistrzostwa Francji. 9 grudnia 1902 poślubiła pisarza Finleya Petera Dunne’a. Według „Chicago Tribune”, chociaż ceremonię ślubną przeprowadzono bez rozgłosu, nowożeńcy otrzymali telegramy od „dziesiątek” osób ze świata literatury, w tym od Arthura Conana Doyle’a. Para osiedliła się w Nowym Jorku. Mieli czwórkę dzieci, w tym Philipa Dunne’a. Abbott nie brała udziału w wielu turniejach z powodu urazu kolana, jakiego doznała w dzieciństwie. Zapisy dotyczące jej powiązań z Chicago Golf Club uległy zniszczeniu w pożarze klubu w 1912. Zmarła w wieku 76 lat 10 czerwca 1955 w Greenwich w stanie Connecticut.

## Dziedzictwo
Abbott nigdy nie była świadoma tego, że brała udział w igrzyskach olimpijskich, a dzięki swojemu zwycięstwu stała się pierwszą Amerykanką, która została mistrzynią olimpijską. Jej historia nie była dobrze znana aż do momentu, gdy w latach 70. XX w. Paula Welch, profesor Uniwersytetu Florydy, zaczęła badać jej życiorys. Welch, zajmująca się historią sportu i igrzysk olimpijskich, spędziła dziesięć lat na analizie artykułów prasowych, w których wspominano o sukcesach Abbott w zawodach golfowych. W połowie lat 80. skontaktowała się z Philipem, synem Abbott, informując go o olimpijskim zwycięstwie jego matki. Jako przyczynę małej rozpoznawalności Abbott Welch wskazała ówczesne realia medialne, kiedy nie dysponowano takimi możliwościami relacjonowania wydarzeń jak obecnie oraz to, że po założeniu rodziny „grała trochę w golfa, ale tak naprawdę nie uprawiała tego sportu w turniejach”.
Pisząc dla czasopisma „Golf Digest” w 1984, Philip stwierdził: „Nie codziennie zdarza się sytuacja, że ponad 80 lat po fakcie dowiadujesz się, że twoja matka była mistrzynią olimpijską. Ona sama powiedziała nam tylko, że wygrała mistrzostwa w golfa w Paryżu”. Po Igrzyskach Olimpijskich 1904 golf na ponad 100 lat przestał być uwzględniany jako dyscyplina olimpijska; powrócił do programu igrzysk, począwszy od Igrzysk Olimpijskich 2016. W 2018 „The New York Times” opublikował opóźniony nekrolog Abbott.